# Azawad

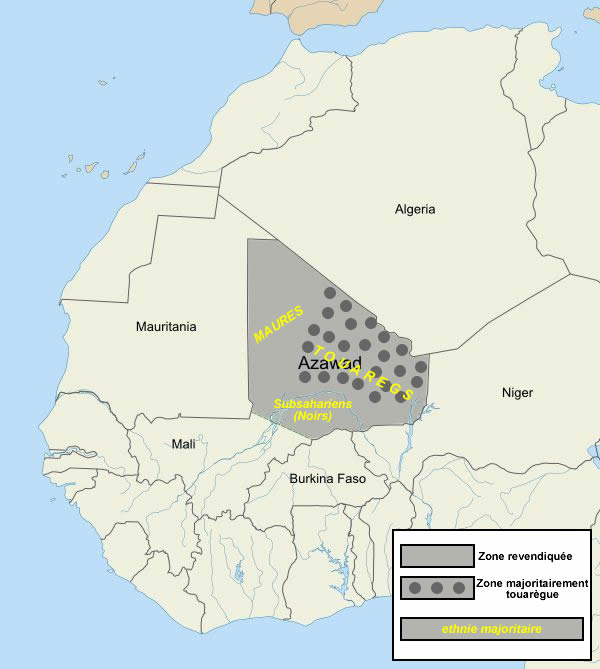
Mapa de Azawad: las regiones con mayoría tuareg aparecen marcadas con puntos gris oscuro; el oeste está habitado principalmente por magrebíes, y el sur por pueblos subsaharianos.

Azawad (bereber: ⴰⵣⴰⵓⴰⴷ, árabe: أزواد, francés: Azaouad o Azaouâd) fue un territorio situado en África Occidental que fue declarado unilateralmente independiente. Es reconocido internacionalmente como parte de la República de Malí. Comprendía las regiones de Tombuctú, Kidal y Gao, así como una parte de la región de Mopti. Su capital y ciudad más poblada es Gao. Debe diferenciarse del territorio denominado Azawagh, cuenca seca que cubre hoy el noroeste de Níger, partes del noreste de Malí y el sur de Argelia.
El 6 de abril durante la rebelión tuareg de 2012, el Movimiento Nacional para la Liberación del Azawad, que aglutina a los independentistas tuareg que controlan gran parte de la región, proclamó unilateralmente la independencia de Azauad de Malí bajo el nombre de Estado Independiente de Azawad, aunque no ha recibido reconocimiento internacional. El presidente de la comisión de la Unión Africana reunida al efecto, Jean Ping, afirmó que la organización "condena firmemente el anuncio, nulo y sin valor alguno".
El 26 de mayo, el MNLA y su antiguo aliado militar Ansar Dine anunciado un pacto en el cual ellos se combinarían para formar un Estado Islamista. Sin embargo, algunos informes posteriores indicaron que el MNLA había decidido retirarse del pacto, distanciándose de Ansar Dine. Ansar Dine declaró más tarde que ellos rechazaron la idea de independencia de Azawad. El MNLA y Ansar Dine continuaron con enfrentamientos, culminando en la Batalla de Gao el 27 de junio, en la cual el grupo islamista Movimiento para la Unicidad y la Yihad en África Occidental y Ansar Dine toman el control de la ciudad, expulsando al MNLA. Al día siguiente Ansar Dine anuncia que tiene bajo su control todas las ciudades del norte de Malí.
En enero de 2013, se llevó a cabo una intervención militar para derrotar a los rebeldes del Azawad y reincorporar el territorio a Malí.
El 14 de febrero de 2013 el MNLA renuncia a su reclamo de independencia de Azawad; pidiendo al Gobierno de Malí para iniciar las negociaciones sobre su futuro estatuto.

## Toponimia
De acuerdo con Robert Brown,[cita requerida] Azawad es una deformación árabe de la palabra bereber "Azawagh", una cuenca seca que cubre el oeste de Níger, el noreste de Malí y el sur de Argelia. El nombre se traduce como "la tierra de la trashumancia".

## Historia

### Imperios de Songhai y de Malí
A principios del siglo XIV la parte sur de la región estaba bajo el control del Imperio de Malí, incluyendo la pacífica anexión de Tombuctú por Musa I en 1324. Con el poder menguante del Imperio de Malí en la primera mitad del siglo XV, el área alrededor de Tombuctú se volvió relativamente autónoma, aunque los Tuáreg Maghsharan tuvieron una posición dominante.
Sin embargo treinta años después, el Imperio Songhai se expandió en Gao, absorbiendo a Tombuctú en 1468 o 1469. La ciudad fue liderada, consecutivamente, por Sunni Ali Ber (1468–1492), Sunni Baru (1492–1493) y Askia Mohammad I (1493–1528). Aunque Sunni Ali Ber estuvo en severo conflicto con Tombuctú después de su conquista, Askia Mohammad I creó una edad dorada para el imperio Songhai y Tombuctú a través de una eficiente administración regional y central, y permitió suficientes libertades a los comerciantes. Con Gao como capital del imperio, Tombuctú disfrutó de una posición relativamente autónoma. Comerciantes de Ghadames, Awjila, y numerosas otras ciudades del Norte de África se reunieron allí para comprar oro y esclavos en intercambio por la sal de Taghaza y por tela norteafricana y caballos. El liderazgo del imperio duró hasta 1591, cuando conflictos internos debilitaron el control de la dinastía Askia.

### Expedición saadí
Después de la Batalla de Tondibi en una aldea al norte de Gao, la ciudad fue capturada el 30 de mayo de 1591 por una expedición de mercenarios y esclavos, denominado Arma. El cual fue enviado por el monarca Saadita, Ahmad I al-Mansur y fueron liderados por el morisco Yuder Pachá en búsqueda de minas de oro. El saqueo de Gao marcó el fin de Songhai como poder regional. El período siguiente trajo la decadencia económica e intelectual, así como el aumento de las rutas transatlánticas de comercio, transporte de esclavos africanos, incluyendo a líderes y estudiosos de Tombuctú lo que marginalizó el rol de Gao y Tombuctú como centros académicos y comerciales. Aunque inicialmente controló las rutas comerciales Marruecos–Tombuctú, Marruecos pronto cortó sus vínculos con los Arma, y el control de los numerosos subsecuentes Pashas en Tombuctú empezó a perder fuerzas: los Tuareg temporalmente tomaron el control en 1737 y el resto del siglo XVIII vio varias tribus tuareg, bambara y kunta ocupando brevemente el poder, o asediando la ciudad. Durante este periodo, la influencia de los Pashas, que para entonces se habían mezclado con los Songhai nunca desapareció completamente.
El Imperio de Massina tomó el control de Tombuctú en 1826, manteniéndolo hasta 1865, cuando fueron expulsados por El Hadj Umar Tall. Las fuentes están en conflicto sobre quien estaba en control cuando llegaron los franceses, Elias N. Saad en 1983 sugirió a los Soninke Wangara, un artículo de 1924 en el diario de la Real Sociedad Africana menciona a los tuaregs, mientras que el africanista John Hunwick no determina un mandatario, pero anota a varios estados compitiendo por el poder 'en una manera sombría' hasta 1893.

### Bajo mandato francés
Después que las potencias europeas formalizaran el Reparto de África en la Conferencia de Berlín en 1884, el territorio entre el meridiano 14° y Miltou, Suroeste de Chad, se convirtió en territorio francés, limitado al sur por una línea que va desde Say, Níger a Baroua. Aunque la región de Azawad era ahora francesa en nombre, el principio de efectividad requirió a Francia para mantener el poder en las zonas asignadas, mediante la firma de acuerdos con los jefes locales, el establecimiento de un gobierno y hacer uso de la zona económica, antes de que el reclamo fuera definitivo. El 15 de diciembre de 1893, Tombuctú, entonces fue anexada por un pequeño grupo de soldados franceses, al mando del teniente Gaston Boiteux. La región se convirtió en parte del Sudán francés, la colonia fue reorganizada y el nombre cambió varias veces durante el periodo colonial francés. En 1899 el Sudán francés fue subdividido y Azawad se convirtió en parte del Alto Senegal y Níger Medio. En 1902 el nombre fue cambiado a Senegambia y Níger y en 1904 fue cambiado a Alto Senegal y Níger. Este nombre fue usado hasta 1920 cuando fue renombrado nuevamente como Sudán francés.

### Bajo mandato maliense

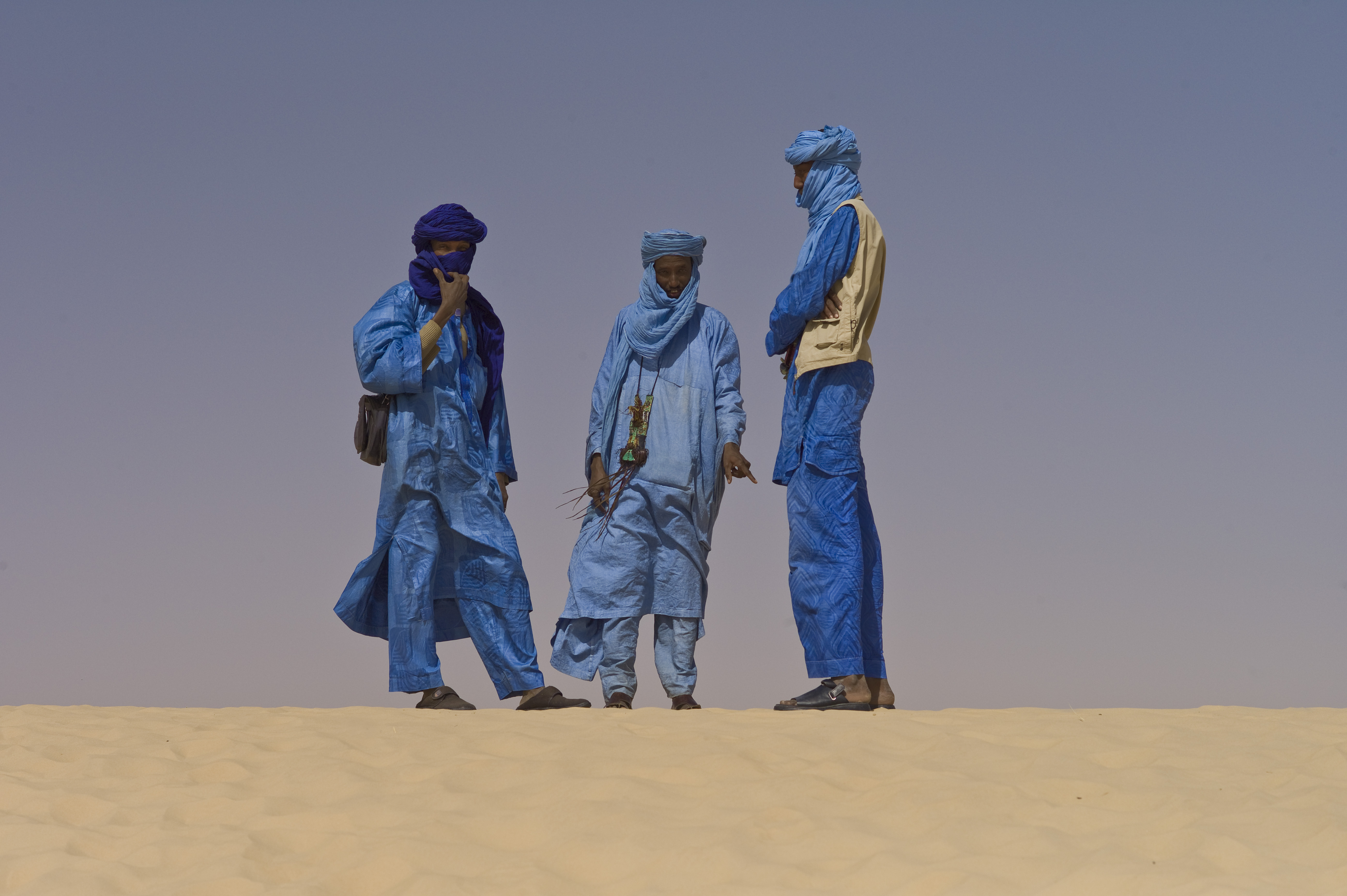
Tuaregs en el Festival au Désert de 2012 en enero en Timbuktu, poco antes de que el MNLA iniciara la Rebelión Azawadi.

El Sudán francés se convirtió en el estado autónomo de Malí dentro de la Comunidad Francesa en 1958, y Mali se independizó de Francia en 1960. En el área se dieron 4 grandes rebeliones tuareg contra el dominio maliense: la Primera Rebelión Tuareg, la rebelión de 1990-96, la rebelión de 2007-2009, y la rebelión de 2012 por el Movimiento Nacional para la Liberación del Azawad (MNLA) y Ansar Dine.
A inicios del siglo XX, la región se volvió famosa por los bandidos y el contrabando de drogas. El área ha sido reportada por contener una potencial riqueza mineral, incluyendo petróleo y uranio.
El 17 de enero de 2012, el MNLA anunció el inicio de la insurrección en Azawad contra el gobierno de Malí, declarando que "continuaría mientras Bamako no reconozca este territorio como una entidad separada".
En marzo de 2012, el MNLA y Ancar Dine tomaron control de las capitales regionales de Kidal y Gao junto con sus bases militares. El 1 de abril, Tombuctú fue capturada. después de la captura de Tombuctú el MNLA ganó efectivo control de la mayoría del territorio que ellos reclamaban para un Azawad independiente. En un comunicado difundido en la ocasión, el MNLA invitó a todos los Azawadis en el extranjero para regresar a su casa y participar en la construcción de instituciones en el nuevo estado.

### Declaración unilateral de independencia

Ciudades controladas por los rebeldes tuareg.

El MNLA declaró a Azawad un estado independiente el 6 de abril de 2012 y se comprometió a redactar una constitución y establecer una democracia. En su declaración reconoce la carta de las Naciones Unidas y dice que el nuevo Estado cumpliría con sus principios.
En una entrevista con France 24, un portavoz del MNLA declaró la independencia de Azawad:

Mali es un estado anárquico, por lo tanto nos hemos reunido en un movimiento de liberación nacional para colocar a un ejército capaz de asegurar nuestra tierra y una oficina ejecutiva capaz de formar instituciones democráticas. Nosotros declaramos la independencia de Azawad a partir de este día.
Moussa Ag Assarid, portavoz del MNLA

En la misma entrevista, Assarid también prometió que Azawad "respetará todas las fronteras coloniales que la separan de los países vecinos" e insistió en que la declaración de independencia de Azawad tiene "legalidad internacional".
Ninguna entidad extranjera ha reconocido a Azawad como nación independiente. La declaración del MNLA fue rechazada inmediatamente por la Unión Africana, que la considera "nula y sin valor". El ministro de exteriores francés dijo que no reconocería la partición unilateral de Mali, y llamó al diálogo entre Bamako y Gao para hacer frente a "las demandas de la población tuáreg del norte que por mucho tiempo no han recibido las respuestas adecuadas y necesarias". Estados Unidos también rechazó la declaración de independencia.
Se estima que el MNLA tiene unos 3000 soldados. ECOWAS tiene preparada una potencial fuerza de intervención de 3000 soldados para restaurar el orden en sur de Mali y contener a las fuerzas rebeldes. El gobierno francés indicó que podría prestar apoyo logístico.

### Islamización y enfrentamientos internos
En su edición del 19 de mayo de 2012 el diario El País informaba que en Azawad se estaba imponiendo la sharia, o ley islámica, por la presión de los tres grupos islamistas que han apoyado al MNLA en su rebelión: el tuareg Ansar Dine (Defensores de la Fe) y los árabes Al Qaeda del Magreb Islámico (AQMI, la rama magrebí de Al Qaeda) y el menos conocido Movimiento para la Unidad de la Yihad en África Occidental (MUYAO, en cuyo poder están los cooperantes españoles apresados en los campamentos de refugiados saharauis en octubre de 2011). Debido a esto unas 250.000 personas, casi la quinta parte de la población de Azawad, han huido hacia el sur y se han refugiado en Bamako, la capital de Mali y otras ciudades meridionales.
A finales de mayo de 2012 el MNLA y Ansar Dine iniciaron negociaciones de cara a fusionarse, acordando crear una asamblea consultiva en la que la tendencia islamista ocupe dos tercios de los escaños, reafirmando la sharia como base legal del país. En junio, sin embargo, las negociaciones con Ansar Dine no habían concluido y se registraron enfrentamientos armados entre miembros del MNLA y el AQMI en las inmediaciones de Tombuctú.
El 3 de junio de 2012, combatientes leales a Ansar Dine sometieron por completo la ciudad de Tombuctú. El jefe de la organización, Iyad Ag Ghaly, con ayuda del argelino Mojtar Belmojtar, emir de Al Qaeda, envió un ejército en cincuenta vehículos y conquistó la ciudad, echando a las fuerzas del MNLA que estaban ahí. Después, sus hombres quemaron las banderas tuaregs e izaron la suya en el campamento militar de la ciudad. Tras la toma de la ciudad, Ag Ghaly repudió en un discurso a la rebelión y dijo que la única motivación de sus hombres era la del Islam. El 13 de junio, los insurgentes tuaregs intentaron sin éxito retomar la ciudad.
Desde el 30 de junio los islamistas salafistas de Ansar Dine han iniciado la destrucción del patrimonio cultural de Tombuctú, en el marco de la imposición de su concepción radical del Islam. Empezaron demoliendo siete mausoleos o morabitos de santones musulmanes ancestrales de la zona y luego destruyeron la puerta de madera labrada de la mezquita de Sidi Yahia (del siglo XV, patrimonio mundial de la UNESCO), que según una tradición mística sufí debe permanecer cerrada hasta el fin de los tiempos. Pocos días después arrasaron al grito de "Dios es grande" los dos mausoleos de la mayor mezquita de la ciudad, la mezquita de Djingareyber, patrimonio mundial de la Unesco. A ojos del islam salafista que practica Ansar Dine, esos monumentos son haram (pecado; cfr. según el contexto). Una portavoz de la ONU ha afirmado: "La destrucción de tumbas de los antiguos santos en Tombuctú, una herencia común de la humanidad, es una pérdida para todos nosotros, pero para la población local también supone la negación de su identidad, sus creencias, su historia y su dignidad".

### Acuerdo de Paz
En 2015, la Coordinadora de Movimientos por el Azawad aceptó un acuerdo de paz que incluía "federalismo en todo menos el nombre", incluyendo perdones para integrantes de la CMA, después de un año de negociaciones en Argelia. En 2018, la ONU alertó de la posibilidad del fin de este acuerdo debido a la violencia imperante

## Geografía
El clima es desértico o semidesértico. Reuters describió al terreno: "La mayoría del territorio es el desierto del Sáhara y es casi inhabitable: rocas y dunas de arena." Algunas definiciones de Azawad también incluyen partes del norte de Níger y del sur de Argelia, áreas adyacentes al norte y sur aunque en su declaración de independencia, el MNLA no hizo reclamaciones territoriales en estas áreas.

## Política

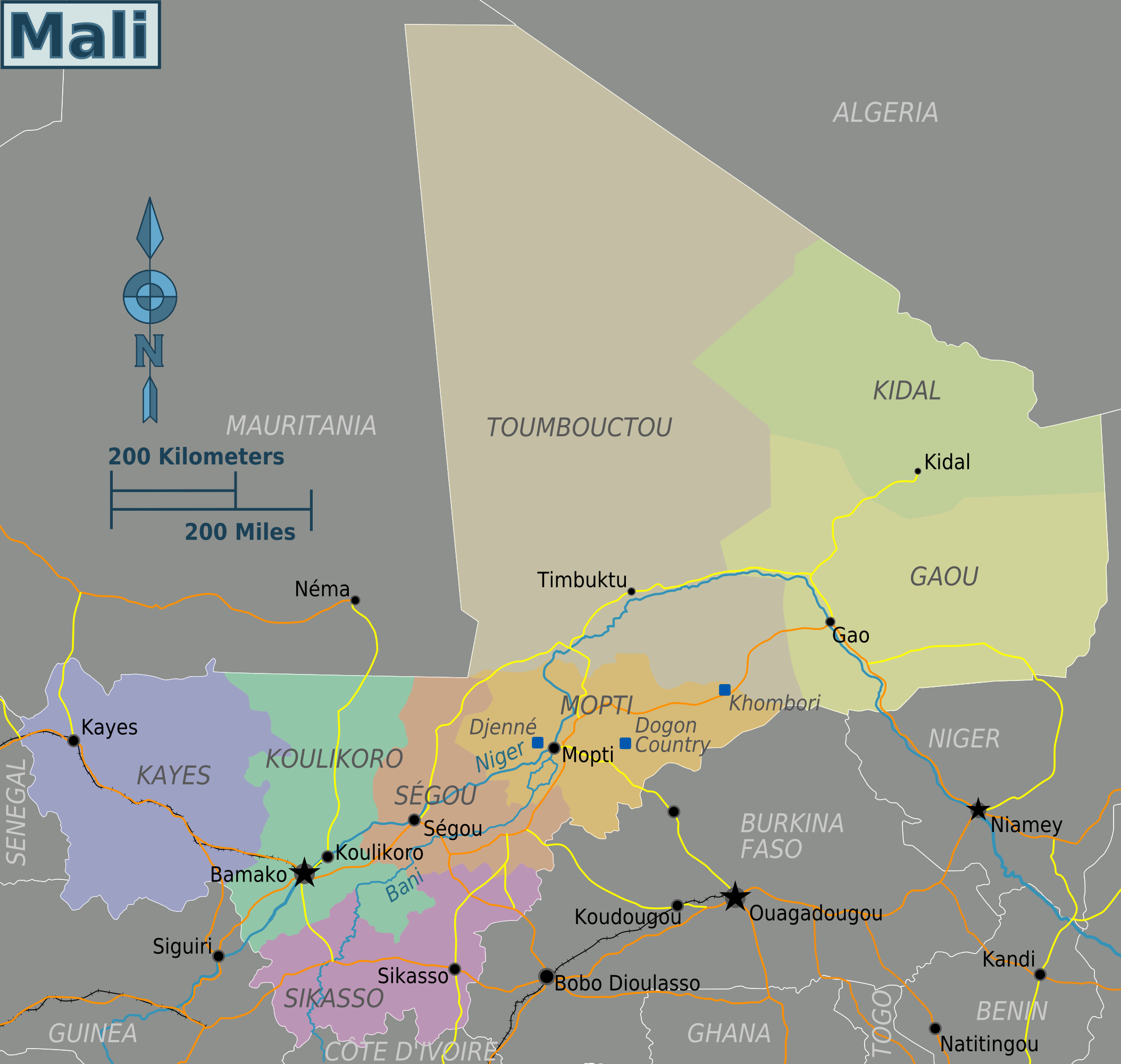
Azawad consiste de las regiones de Gao, Kidal y Tombuctú, y el nordeste de la región de Mopti.

El MNLA en su declaración de independencia anunció que las primeras instituciones políticas del estado de Azawad incluyen:
- Un comité ejecutivo, dirigido por Mahmoud Ag Ghali.
- Un consejo revolucionario, dirigido por Abdelkrim Ag Tahar.
- Un consejo consultivo, dirigido por Mahamed Ag Tahadou.
- El personal general del ejército de liberación, dirigido por Mohamed Ag Najim.

Azawad no tiene un gobierno central, y aunque el MNLA clama responsabilidad por el manejo del país "hasta el nombramiento de una autoridad nacional" en su declaración de independencia, ha reconocido la presencia de grupos armados rivales incluyendo Islamistas bajo Ansar Dine, el Movimiento para la Unidad y la Yihad en el Oeste de África y Al Qaeda del Magreb Islámico, el MNLA aún tiene que establecer un gobierno formal, aunque se ha comprometido a redactar una constitución para establecer a Azawad como una democracia. El principal edificio del gobierno es llamado el Palacio de Azawad por el MNLA. Es un edificio fuertemente custodiado en el centro de Gao, el cual sirvió como oficina del gobernador de Gao antes de la rebelión.
El ala militar de Ansar Dine rechazó la declaración de independencia del MNLA, horas después de su emisión. Ansar Dine había jurado que establecería la sharia en todo Mali.
De acuerdo a un experto en África de la organización Chatham House, Mali no se considera "definitivamente particionado". Los pueblos subsaharianos constituyen la mayor parte de población del norte de Malí, por lo tanto los Songhai y Fulani, se consideran a sí mismos malienses y no tendrían interés en un estado dominado por los tuaregs. El día de la declaración de independencia, alrededor de 200 malienses realizaron una protesta en Bamako, declarando su rechazo a la partición del país y su voluntad de luchar para expulsar a los rebeldes.

### Divisiones administrativas
Azawad, incluye las regiones de Gao, Tombuctú, Kidal y el noreste de Mopti.

## Demografía

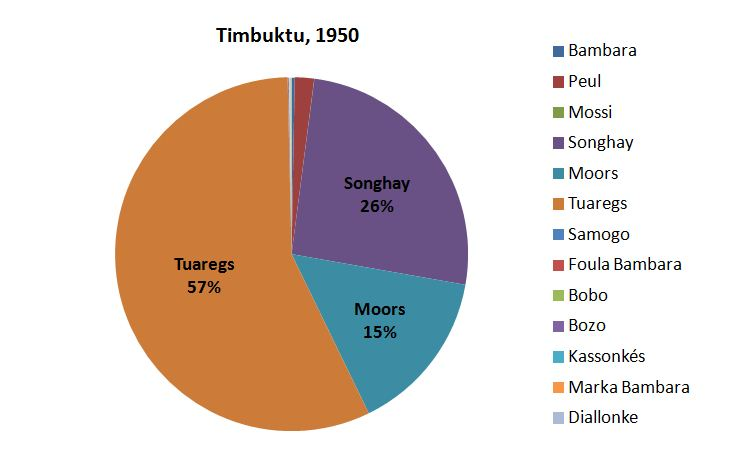
Censo de Tombuctú de 1950

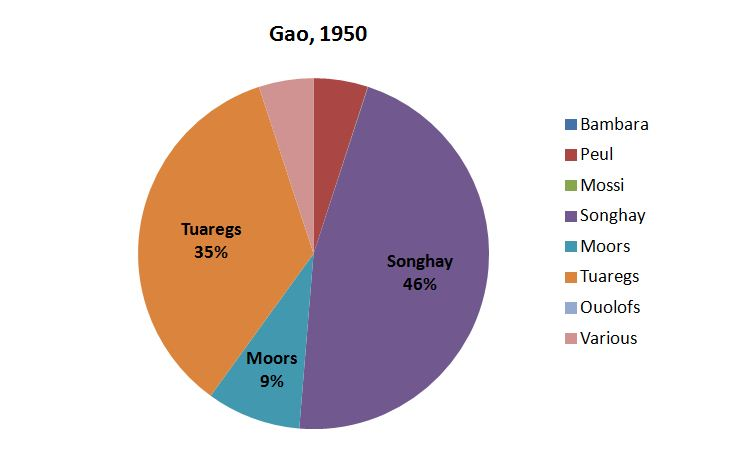
Censo de Gao de 1950

El norte de Malí tiene una Densidad de población de 1.5 personas por kilómetro cuadrado. La población reflejada en el siguiente cuadro corresponde al censo de 2009 de Mali, antes de que la independencia Azawadi fuera proclamada.
| Nombre           | Área (km²) | Población |
| ---------------- | ---------- | --------- |
| Gao              | 170,572    | 544,120   |
| Kidal            | 151,430    | 67,638    |
| Timbuctú         | 497,926    | 681,691   |
| Subtotal         | 819,928    | 1,293,449 |
| Noreste de Mopti | 55,600     | 1,220,000 |
| Total            | 875,528    | 2,517,920 |

### Grupos étnicos
El área habitualmente ha sido habitada por los pueblos tuareg, bereberes, songhai y fulas. 
En el censo de 1950 estos pueblos equivalían al 95% de la población.
En Kidal, Gao, y Tombuctú, también habitan los bambara, que se establecieron principalmente después de 1960.

### Idiomas
Los idiomas de Azawad incluyen tamashek, árabe, fulfulde y songhay. Antes de la rebelión, el bambara se estaba incrementado en la región, pero sin ser un factor importante.

### Religión
La mayoría de la población son musulmanes, sunitas o sufitas.[cita requerida]

## Situación humanitaria
Las personas que viven en el centro y el norte del Sahel y en las zonas sahelo-saharianas de Malí son los más pobres del país, según un informe del Fondo Internacional de Desarrollo Agrícola. La mayoría de ellos son pastores y agricultores que practican una agricultura de subsistencia en tierras secas con suelos pobres y sumamente degradados. La parte norte de Malí sufre de una escasez crítica de alimentos y de la falta de asistencia sanitaria. El hambre ha llevado a cerca de 200.000 habitantes a abandonar la región.